# Tower City (Dacota do Norte)
Tower City é uma cidade localizada no estado norte-americano de Dacota do Norte, no Condado de Barnes e Condado de Cass.

## Demografia
Segundo o censo norte-americano de 2000, a sua população era de 252 habitantes.
Em 2006, foi estimada uma população de 237, um decréscimo de 15 (-6.0%).

## Geografia
De acordo com o United States Census Bureau tem uma área de
5,4 km², dos quais 5,4 km² cobertos por terra e 0,0 km² cobertos por água. Tower City localiza-se a aproximadamente 357 m acima do nível do mar.

## Localidades na vizinhança
O diagrama seguinte representa as localidades num raio de 20 km ao redor de Tower City.